# Зелена Поляна (Вишгородський район)
Зелена Поля́на (до 1918 року Царі, до 1952 року Незаможне) — село в Україні, у Поліській селищній територіальній громаді Вишгородського району Київської області. Населення становить 300 осіб. 

## Історія
Відоме з 1630 року. До 1918 року — 
Цари. З 1918 року — Незаможне. Сучасна назва з 1952 року.
19 липня 2020 року, в результаті адміністративно-територіальної реформи та ліквідації Поліського району, село увійшло до складу новоутвореного Вишгородського району. 
З лютого по квітень 2022 року село було окуповане російськими військами внаслідок вторгнення 2022 року. 